# Moviment de la Nació Guaraní Kereimba Iyambae
El Moviment de la Nació Guaraní Kereimba Iyambae (Guerrers sense amo), és una organització social i cultural del poble avá guaraní de Jujuy, a l'Argentina. El 17 de juny de 2011 va organitzar un congrés a Jujuy amb presència de nombroses comunitats. És integrant de l'Encontre Nacional d'Organitzacions Territorials de Pobles Originaris (ENOPTO). L'entitat actua també al Paraguai i Bolívia, on els avá també tenen assentaments. En aquest darrer, forma part de la Coordinadora Nacional d'Autonomies Indígenes Originàries Camperoles (CONAIOC).
La seva bandera és vermella sobre verd horitzontal, que consideren la bandera la nació; amb el segell en blanc al centre es converteix en la bandera del moviment.